# 아프가니스탄 국립박물관

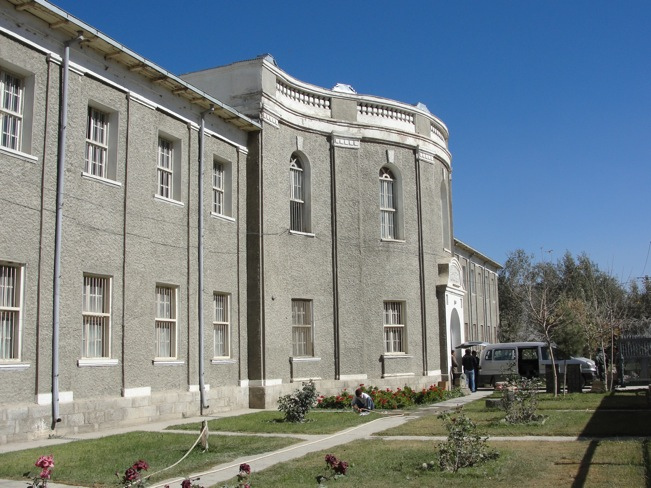
아프가니스탄의 수도 카불에 있는 아프가니스탄 국립박물관

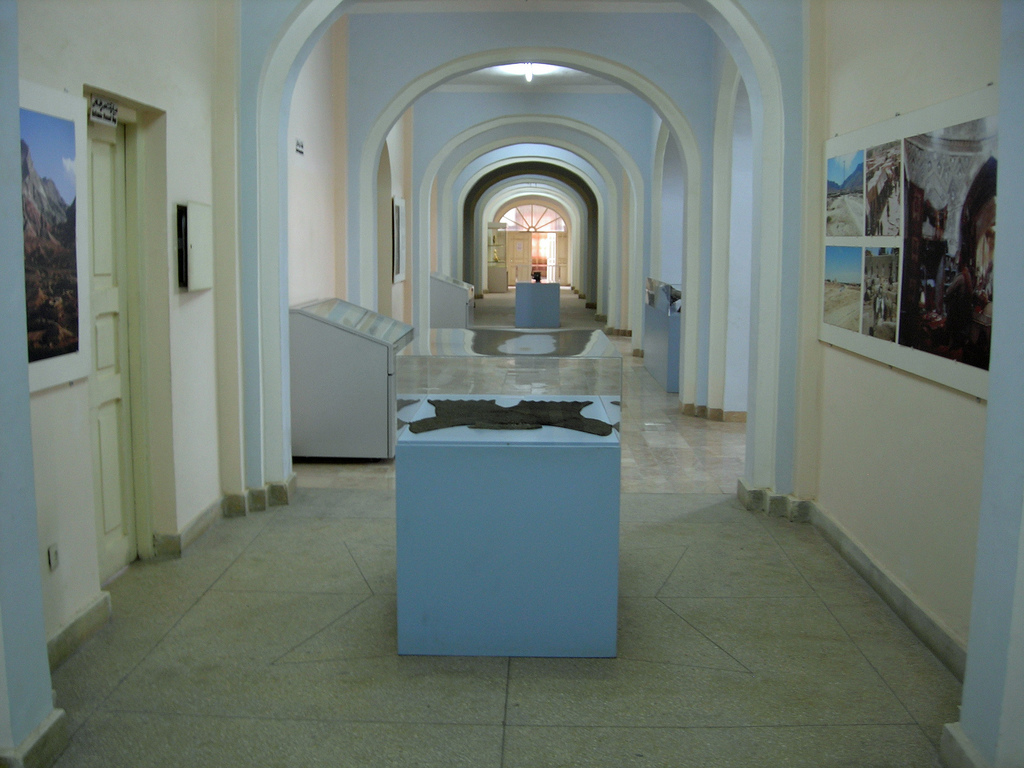
박물관의 내부 모습

아프가니스탄 국립박물관은 아프가니스탄 카불시의 중심부에서 남서쪽으로 9km 떨어진 곳에 있는 2층 건물이다. 카불 박물관이라고도 한다. 1922년에 개관하였다.

## 같이 보기
- 아이하눔 - 동 유적에서 발굴된 유물 다수가 이 박물관에 소장되었다.